# 城山 (西宮市)
座標: 北緯34度44分59.899秒 東経135度20分07.411秒 / 北緯34.74997194度 東経135.33539194度

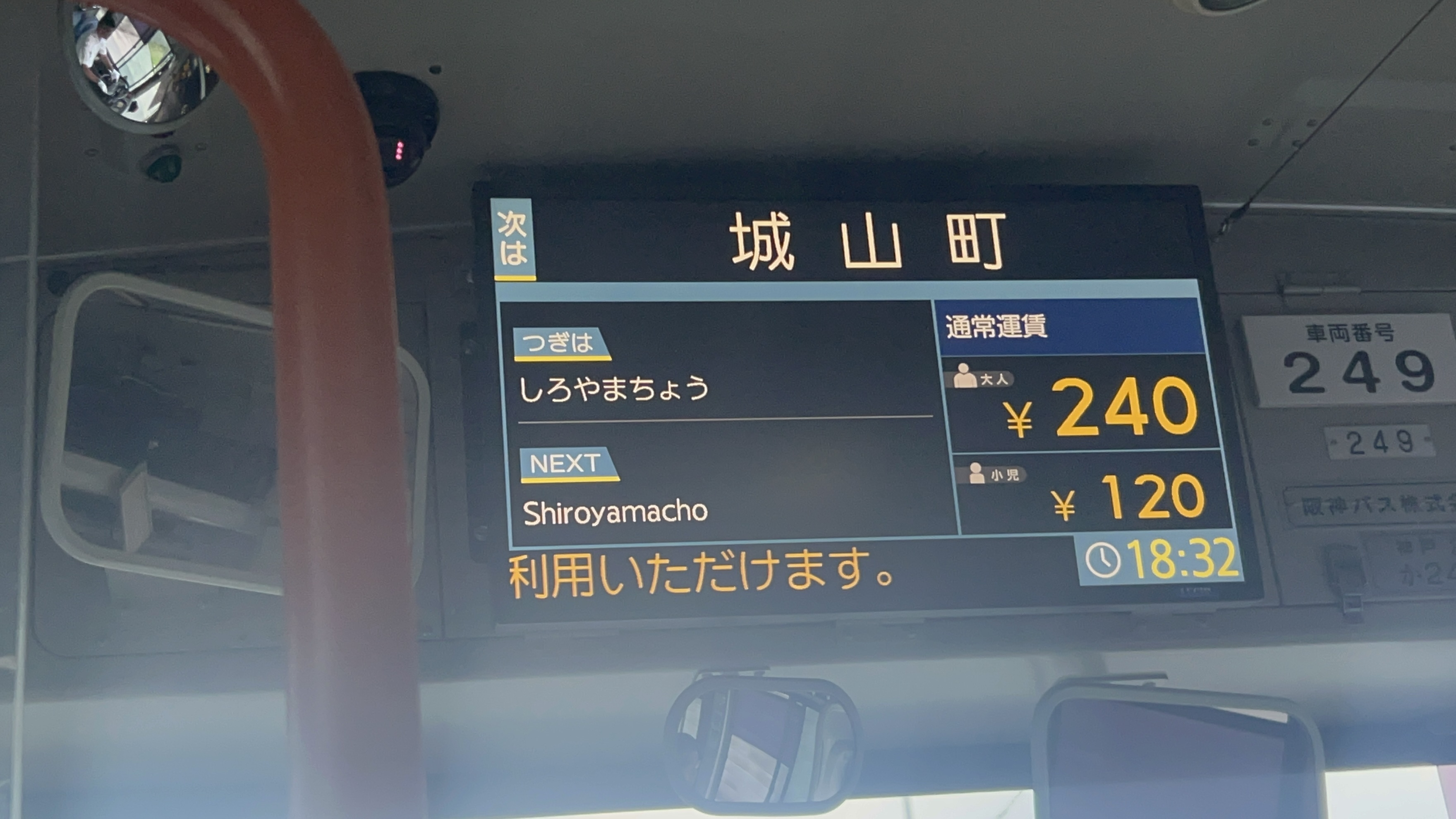
阪神バス城山町停留所案内

城山（しろやま）は、兵庫県西宮市にある町丁。郵便番号は662-0023。

## 地理
東は神垣町、西は満池谷町、南は桜谷町、北は奥畑と隣接している。

## 交通

### 鉄道
鉄道は走っていない。

### バス
| 路線名     | 業者     | 起点   | 町内の停留所                        | 終点   |
| ---------- | -------- | ------ | ----------------------------------- | ------ |
| 西宮山手線 | 阪神バス | (環状) | (満池谷町)-北城山町-城山町-(桜谷町) | (環状) |
| 鷲林寺線   | 阪神バス | (環状) | (満池谷町)-北城山町-城山町-(桜谷町) | (環状) |

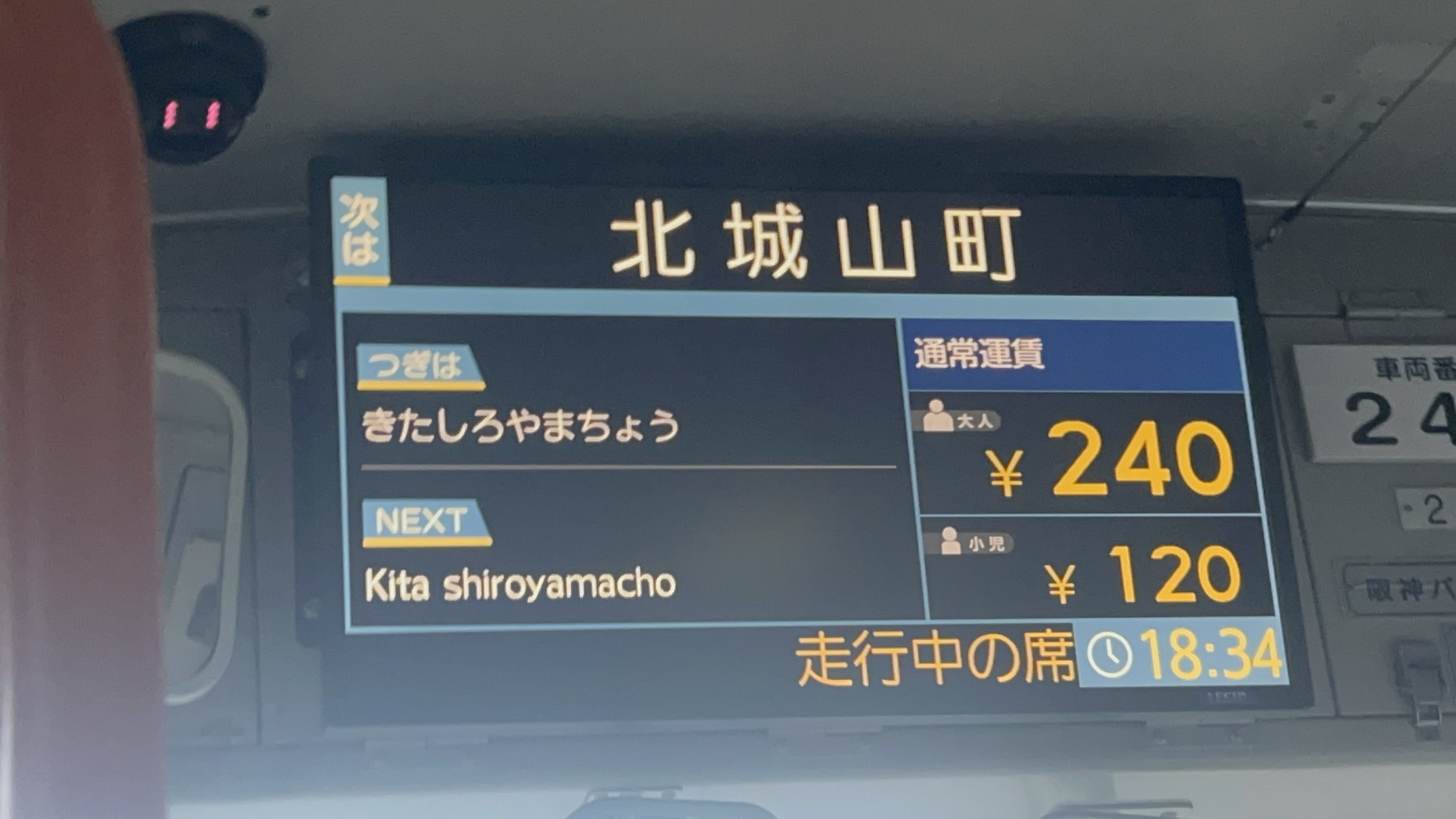
阪神バス北城山町停留所案内

## 校区
出典:
| 区域 | 小学校     | 中学校     |
| ---- | ---------- | ---------- |
| 全域 | 大社小学校 | 大社中学校 |

## 施設
- 城山ニテコ公園